# Hotel des Bains
El Grand Hotel des Bains de Mer es un edificio en el que funcionó un hotel histórico en el Lido de Venecia, al norte de Italia. Está ubicado en el no. 17 del paseo marítimo Guglielmo Marconi.

## Historia
En la segunda mitad del siglo XIX el Lido de Venecia se había ido consolidando como un balneario de escala continental que atraía a diversas personalidades del mundo del arte y el espectáculo. En 1872 se constituyó la Sociedad Civil Bagni Lido, cuyas instalaciones fueron premiadas por su modernidad en la Exposición Nacional de Turín de 1884.
Justo en frente de estas instalaciones, se construyó en 1900 el Hotel des Bains que, junto con el Hotel Excelsior, construido ocho años después, fue decisivo para la urbanización de la isla.
Diseñado y construido en un sobrio estilo Art Nouveau por los hermanos venecianos Raffaello y Francesco Marsich, el edificio consta de un cuerpo central de seis pisos y dos cuerpos laterales de cinco pisos, inmerso en un parque obtenido de una madera centenaria, rica en muchas variedades de plantas, que formaron el terraplén natural de la playa. Inicialmente tenía 50 habitaciones que se aumentaron a 191 justo antes de la Primera Guerra Mundial.
En 1915 el hotel se vio obligado a cerrar por cuenta del conflicto: se quitaron el medidor de agua y las ventanas, se cerraron las entradas y solo quedó un cuidador para vigilar la enorme estructura. En julio de 1916 un incendio, que estalló por causas desconocidas, destruyó el hotel en pocas horas, a pesar de la intervención de numerosos voluntarios, precisamente por la falta de agua; pero ya en 1919 se restauró el edificio.
La estructura actual del hotel se debe a las intervenciones realizadas entre 1924 y 1926, en parte llevadas a cabo por el Ing. Giovanni Sicher y concluyó con la intervención del arquitecto De Luigi. Este equipó el hotel con nuevas habitaciones, incluida la sala Thomas Mann y el gran restaurante, elegantemente decorado con estuco blanco y dorado.
Durante la Belle Époque, el Lido de Venecia, uno de los balnearios internacionales más famosos, verá una fuerte afluencia de la aristocracia y la burguesía, especialmente estadounidense, inglesa, italiana y alemana. En la década de 1920, los huéspedes se alojaban entre la vida hotelera en los jardines y terrazas y la vida playera en las cabañas, sobre las que se ampliaba el servicio hotelero con veranda y cortinas, añadidas a la parte cerrada. Estaba de moda caminar por la costa con elegantes vestidos de seda.
En 1934 Adolf Hitler se hospedó en el Hotel Des Bains durante su primera reunión con Benito Mussolini en Venecia.
El Des Bains permaneció abierto durante la Segunda Guerra Mundial. Después del Armisticio entre Italia y las fuerzas armadas aliadas el 8 de septiembre de 1943, los oficiales alemanes lo requisaron para convertirlo en un club de recreo y socavaron, por temor a un desembarco de las fuerzas aliadas, tanto la playa como la parte del parque orientada al norte.
El hotel sufrió más daños el 4 de noviembre de 1966, cuando una ola excepcional de mal tiempo provocó una tormenta que destruyó las cabañas, las instalaciones de baño e inundó el sótano del hotel, arrastrando arena y escombros.  
En 1995 fue adquirido por el Sheraton Group.

### sigloXXI
El 19 de febrero de 2008 se produjo un incendio en el interior, pero sin causar daños.
El hotel forma parte de la cadena Starwood Hotels e incluye 158 habitaciones dobles, 14 habitaciones individuales y 19 suites. En algunas salas comunes, el mobiliario y la decoración aún respetan el estilo Beaux-Arts, según el gusto en boga durante la Belle Époque.
En 2010 el hotel se cerró en principio con vistas a convertirlo en viviendas de lujo, pero las obras se suspendieron y así permaneció cerrado durante el resto de la década. A 2021 hay planes de renovación del edificio por varios millones de dólares.

## En la cultura
Entre los personajes importantes que se han alojado allí varias veces, el premio nobel Thomas Mann, quien explícitamente ambienta aquí la historia La muerte en Venecia, el coreógrafo ruso , fallecido allí en 1929, o la periodista estadounidense Elsa Maxwell.
Fue utilizado como plató para la película Muerte en Venecia (1971) del director italiano Luchino Visconti. En 1997 el director Anthony Minghella rodó allí algunas escenas de El paciente inglés.

## Galería

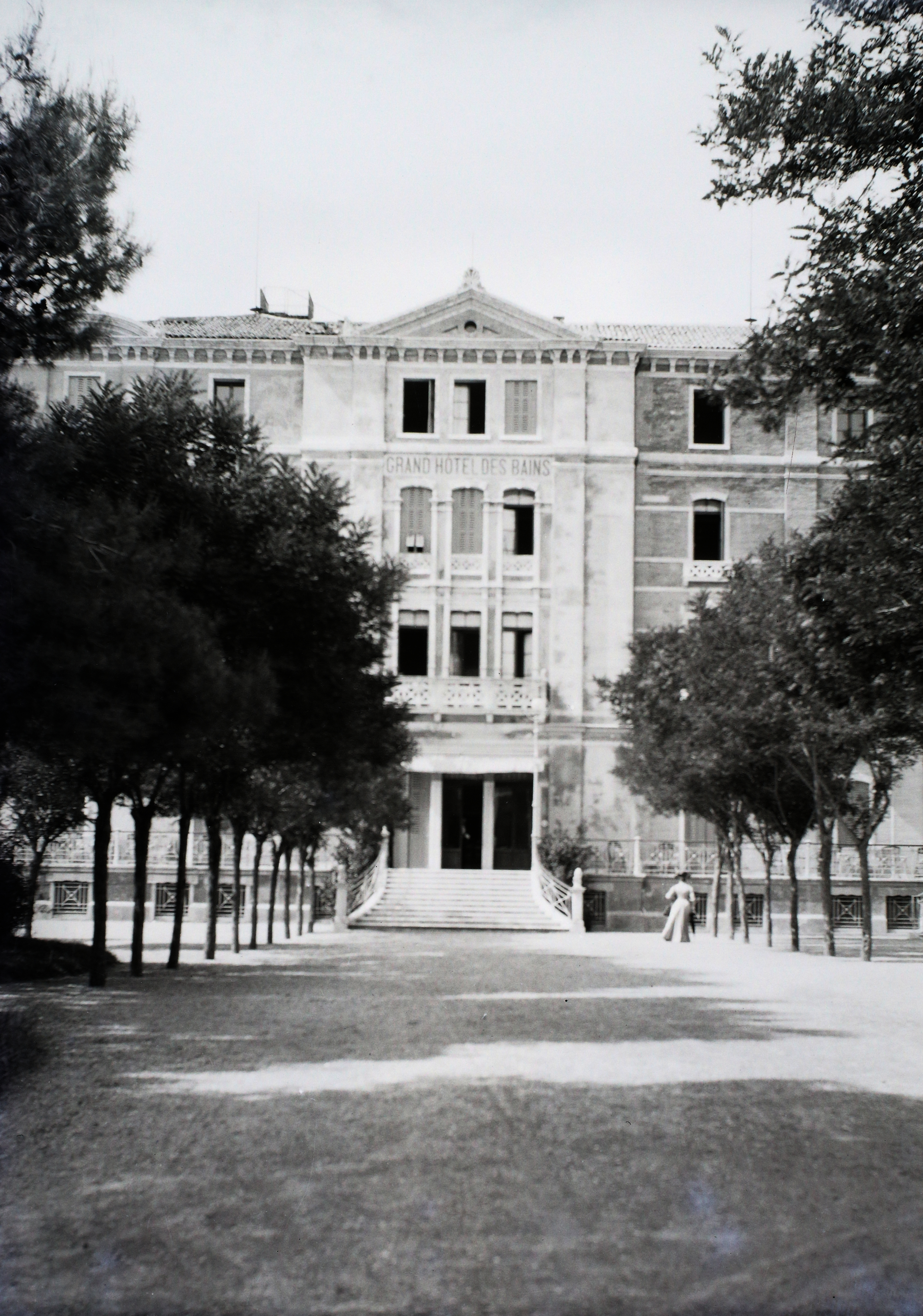
Aspecto en 1907
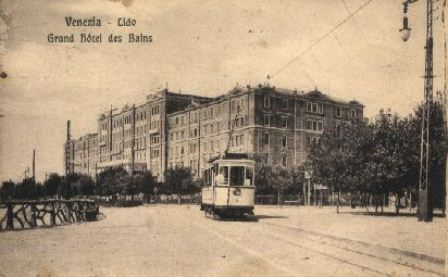
Hotel Des Bains y el tranvía
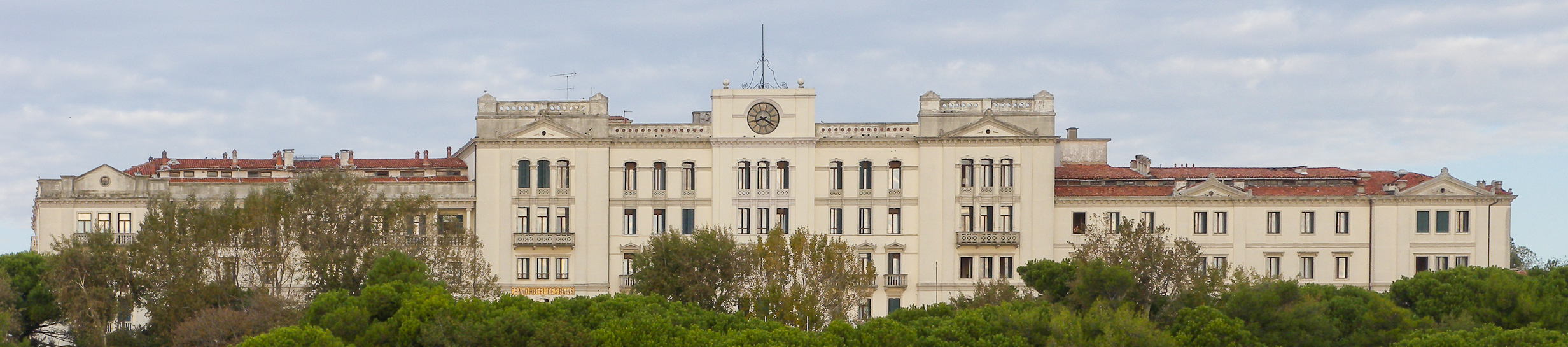
Vista general del Grand Hotel des Bains de Mer
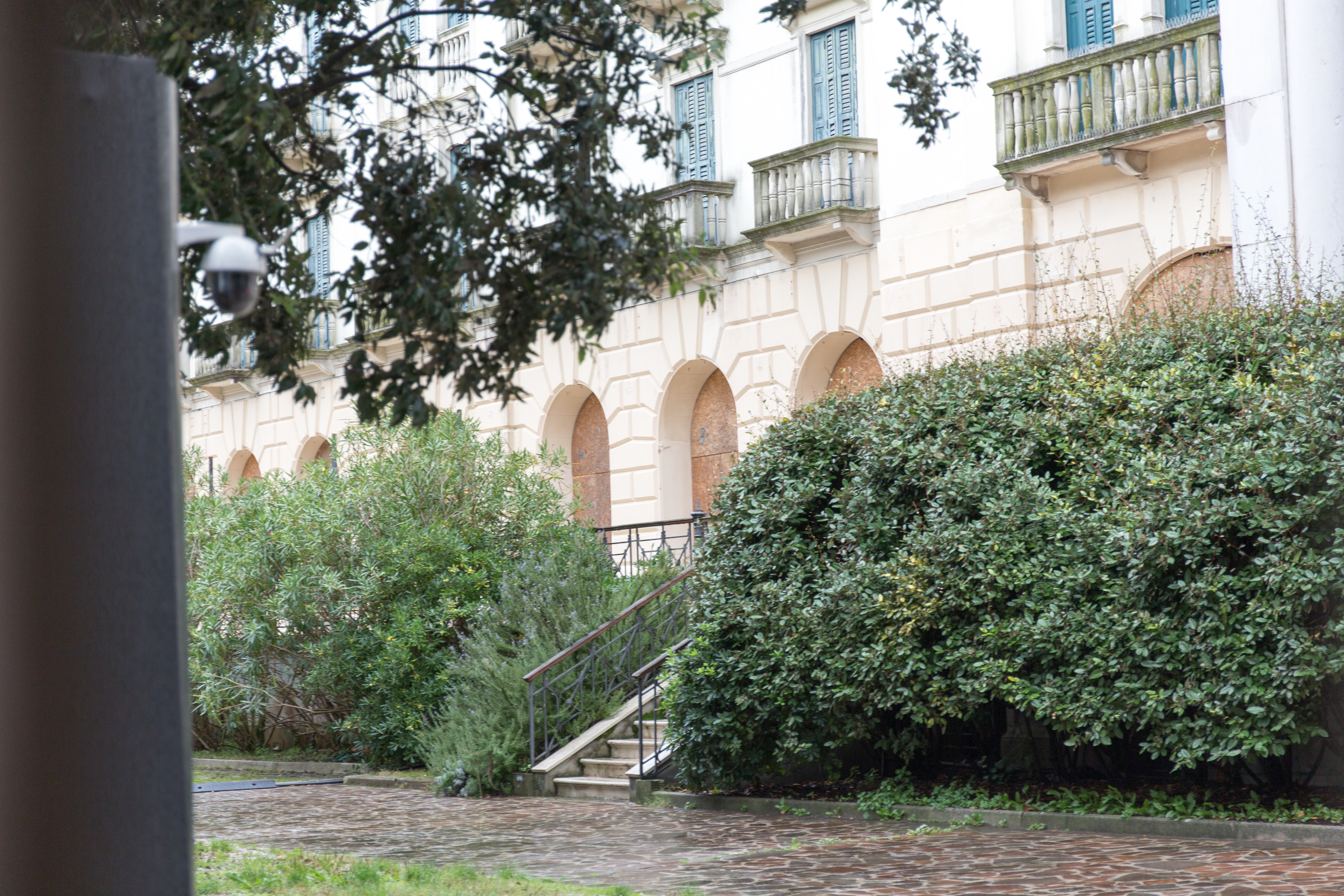
Aspecto en 2019